# 范云杰
范云杰（1970年11月17日—2023年4月6日），為台灣桃園人，其畢業於國立臺灣藝術大學電影學系。導演編劇雙棲的影像、文字創作者，作品曾入圍國際學生金獅獎、台灣金鐘獎等，並多次受邀參展國際電視節與觀摩。
2023年4月6日，范云杰因腸炎引發敗血症病逝。

## 作品

### 導演編劇作品
| 片名                  | 頻道                 | 類型           | 備註 |
| 尋人啟事              | 公共電視《人生劇展》 | 電視電影       | 入圍國際學生金獅獎 |
| 寒武紀                | 公共電視《人生劇展》 | 電視電影       | |
| 榆樹青朱槿紅          | 公共電視《人生劇展》 | 電視電影       | |
| 阿嬤上街頭            | 公共電視《人生劇展》 | 電視電影       | |
| 海海人生路            | 大愛電視《長情劇展》 | 5集電視劇集    | |
| 指尖的溫暖            | 大愛電視《長情劇展》 | 30集電視連續劇 | |
| 綠野心蹤 (幸福調色盤) | 大愛電視《長情劇展》 | 10集電視連續劇 | |
| 我是泰灣人            | 大愛電視《長情劇展》 | 電視電影       | |
| 阿嬤，搖哩搖哩        | 公共電視《人生劇展》 | 電視電影       | |
| 本願路                | 公共電視《人生劇展》 | 電視電影       | |
| 偉大的夢想            | 緯來電影台           | 電視電影       | |
| 螢火蟲                | 原住民族電視台       | 電視電影       | |
| 神明的故事            | 網絡微電影           | 10集網路微電影 | |
| 寸尺                  | 中華電視《金選劇場》 | 電視電影       | 2019新加坡亞洲電視學院獎 Asian Academy Creative Awards，AAA 最佳單元劇集/最佳電視電影獎入圍，台灣地區競賽冠軍 2019美國獨立電影節 Award of Merit Special Mention: Film Feature最佳劇情電影獎 Award of Merit: Actor: Leading (Liao Jun as Laio Jin Xing)最佳男主角獎廖峻 Award of Merit: Actress: Leading (Lee Chien Na as Ruby Liao)最佳女主角獎李千那 Award of Merit: Script / Writer最佳劇本寫作獎 |
| 鬥陣來鬧熱            | 中華電視             | 45集電視連續劇 | |

### 編劇作品
| 片名                   | 頻道                 | 類型           | 備註                                                          |
| 鳥來伯與十三姨         | 三立電視             | 單元劇集       |                                                               |
| 台灣奇案               | 民視                 | 單元劇集       |                                                               |
| 海誓山盟               | 台灣電視             | 60集電視連續劇 |                                                               |
| 溫柔的慈悲             | 中華電視             | 20集偶像劇     |                                                               |
| 歲月的籤詩             | 大愛電視《長情劇展》 | 5集電視劇集    | 入圍47屆電視金鐘獎最佳迷你劇集編劇獎                          |
| 有愛不孤單             | 大愛電視《長情劇展》 | 5集電視劇集    |                                                               |
| 白袍的約定             | 大愛電視《長情劇展》 | 30集電視連續劇 |                                                               |
| 辣妹釘孤支             | 公共電視《人生劇展》 | 電視電影       |                                                               |
| 遺失的美好             | 公共電視《人生劇展》 | 電視電影       |                                                               |
| 希望之鑽               | 公共電視《人生劇展》 | 電視電影       |                                                               |
| 湊陣                   | 公共電視《人生劇展》 | 電視電影       |                                                               |
| 房子                   | 公共電視《人生劇展》 | 電視電影       |                                                               |
| 媽，告訴我哪裡有光     | 公共電視《人生劇展》 | 電視電影       |                                                               |
| 阮氏碧花與她的兩個男人 | 中華電視《金選劇場》 | 電視電影       | 入圍50屆電視金鐘獎電視電影女主角獎，男配角獎 榮獲最佳男配角獎 |
| 重聚                   | 中華電視《金選劇場》 | 電視電影       |                                                               |
| 我是周時青             | 公共電視《人生劇展》 | 電視電影       | 2020美國紐約電視電影獎銅獎                                    |
| 北瓜宴                 | 民視《新台灣奇案》   | 9集單元劇集    | 2022年首播                                                    |
| 上帝與上帝公           | 民視《台灣傳奇》     | 8集單元劇集    | 2022年首播                                                    |
| 菁埔夫人前傳           | 民視《台灣傳奇》     | 7集單元劇集    | 2022年首播                                                    |
| 女人心菜籽命           | 民視《台灣傳奇》     | 6集單元劇集    | 2023年首播，與張品蓉合編                                      |

### 文學獎項
| 作品     | 獎項                         |
| 尋人啟事 | 文薈獎短篇小說首獎           |
| 青梅     | 南投縣玉山文學獎短篇小說首獎 |

## 外部連結
- 范云杰的Facebook專頁
- 〈尋人啟事：專訪名編劇范云杰 （页面存档备份，存于）〉，《亞洲錄影世界雜誌》，第185期。
- 范導演二劇 前進首爾戲劇節[永久]